# Cyclodictyon arsenei
Cyclodictyon arsenei är en bladmossart som beskrevs av Thériot 1928. Cyclodictyon arsenei ingår i släktet Cyclodictyon och familjen Hookeriaceae. Inga underarter finns listade i Catalogue of Life.